# Carnaval (Schumann)

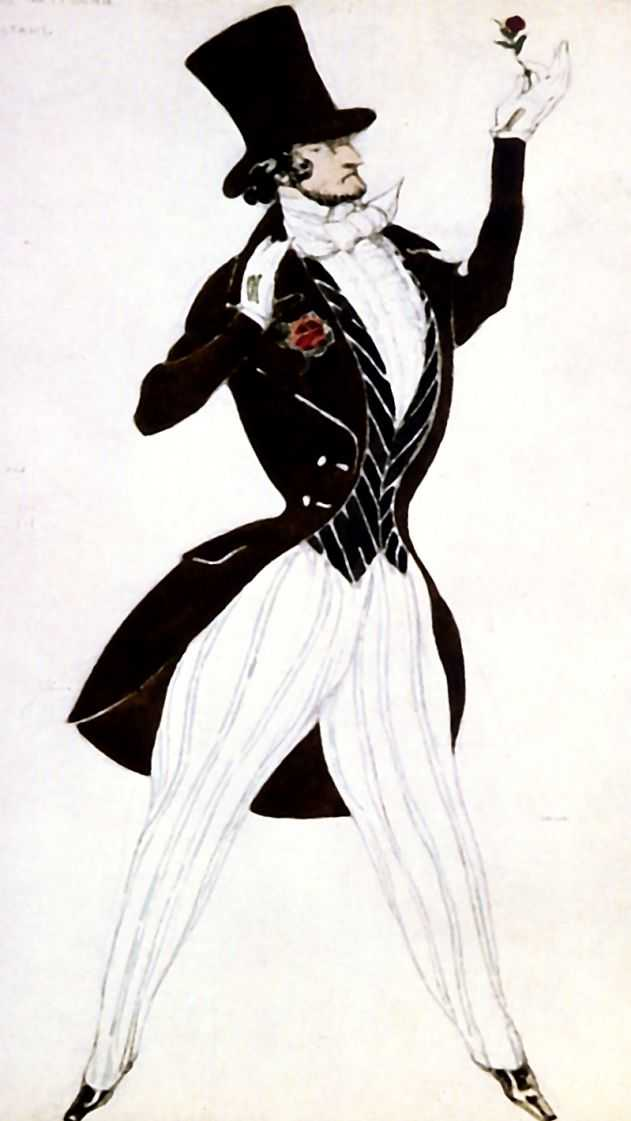
Эскиз костюма Флорестана для *Карнавала* Шумана. 1910

A composição Carnaval Op. 9, de Robert Schumann, foi escrita entre 1834 e 1835. É subtitulada  (Pequenas cenas em quatro notas). Consiste de 2 peças para piano conectados por um motivo recorrente.
Em cada seção de Carnaval, aparecem uma ou ambas das duas Séries de notas musicais. São elas:
- Lá, Mi bemol, Dó, Si (A-E♭-C-B); em alemão são escritas como A-Es-C-H
- Lá bemol, Dó, Si; em alemão (A♭-C-B): As-C-H.

"Sphinxes" consiste de três seções, cada qual contendo somente um compasso, nas configurações SCHA, AsCH e ASCH. É geralmente omitido na interpretação e gravação, embora tanto Sergei Rachmaninoff quanto Alfred Cortot a incluam em suas gravações.
As seções de Carnaval são as seguintes:
1. Préambule (Lá bemol)
2. Pierrot (Mi bemol)
3. Arlequin (Si bemol)
4. Valse noble (Si bemol)
5. Eusebius (Mi bemol; em alusão à calma, ao lado ponderado do compositor)
6. Florestan (Sol menor; em alusão ao lado furioso e impetuoso do compositor)
7. Coquette (Si bemol; em alusão ao criado galanteador da casa de Friedrich Wieck, que pode ter-lhe passado sífilis)
8. Réplique (Sol menor)
Sphinxes
9. Papillons (Si bemol)
10. A.S.C.H. - S.C.H.A: Lettres Dansantes (apesar do título, o padrão utilizado é As.C.H; Mi bemol)
11. Chiarina (Dó menor; em alusão a Clara Wieck)
12. Chopin (Lá bemol)
13. Estrella (Fá menor; em alusão à Ernestine von Fricken)
14. Reconnaissance (Lá bemol)
15. Pantalon et Colombine (Fa menor)
16. Valse Allemande (Lá bemol; valsa alemã)
Intermezzo: Paganini (Fá menor; que é uma reprise da Valse Allemande)
17. Aveu (Fá menor)
18. Promenade (Ré bemol)
19. Pause (Lá bemol; conduzindo diretamente  sem pausa para...
20. Marche des "Davidsbündler" contre les Philistins (Lá bemol, em que algumas citações de certas seções anteriores reaparecem transitoriamente).

## Orquestrações
Dentre os vários que orquestraram Carnaval está Maurice Ravel.